# Bairāgnia
Bairāgnia är en ort i Indien.   Den ligger i distriktet Sitamarhi och delstaten Bihar, i den nordöstra delen av landet, 800 km öster om huvudstaden New Delhi. Bairāgnia ligger 81 meter över havet och antalet invånare är 37 465.
Terrängen runt Bairāgnia är mycket platt. Runt Bairāgnia är det mycket tätbefolkat, med 1 018 invånare per kvadratkilometer. Bairāgnia är det största samhället i trakten. Trakten runt Bairāgnia består till största delen av jordbruksmark.